# Gragnana-Varliano
La Gragnana - Varliano (provincia di Lucca), più comunemente chiamata Salita della Garfagnana è una competizione motociclistica facente parte del Campionato Italiano Velocità in Salita (CIVS).

## Storia
La cronoscalata è nata nel 2017 dalla collaborazione tra Moto Club Ducale di Parma e Pro Loco; il tratto di gara, di 2 km, si trova a circa 15 km da quella che era la Sillano-Ospedaletto e si disputa nel primo weekend di agosto. Nel 2019 ha gara è stata valida sia per il campionato nazionale italiano che come tappa del Campionato Europeo.
La strada non presenta chicane e il tracciato è tecnico e tortuoso con un dislivello di 109 metri. Si parte da Gragnana e si arriva a Varliano, uno dei punti più interessanti è il tornante soprannominato delle galline (poco distante vi è un’azienda avicola) al quale si arriva dopo una curva a destra piuttosto veloce e un rettilineo. 
Il record assoluto del tracciato, fino all'edizione 2019, è quello siglato da Alessio Corradi, ex pilota del campionato mondiale Supersport e del TT, in sella alla BMW 1000 nel 2017 con il tempo di 1’15”11. Unici ad avere vinto per tre volte consecutive la Salita della Garfagnana sono Stefano Manici nella classe Naked e Massimiliano Magnani nella classe Vintage 94-TT Sport.

## Risultati
| CLASSE              | VINCITORI 2017                     | VINCITORI 2018                         | VINCITORI 2019                        |
| ASSOLUTA            | Corradi Alessio 1000-Bmw 1’15”11   | Nari Stefano 600 Open- Triumph 1’15”94 | Rosati Tiziano 600 Stk- Honda 1’15”80 |
| Scooter             | Tarabella Alessio (Piaggio)        | Lazzoni Marco (Piaggio)                | Tarabella Alessio (Piaggio)           |
| Pit Bike-MiniOpen   | Vettor Maurizio (Ohvale)           | Repetti Enrico (Honda)                 | Repetti Enrico (Honda)                |
| 125                 | Rosati Tiziano (Aprilia)           | Guerrini Loris (Aprilia)               | Guerrini Loris (Aprilia)              |
| 250                 | Queirolo Marco (Aprilia)           | Cipriani Claudio (Yamaha)              | Montalti Dario (Aprilia)              |
| Moto3- 300 SS       | Lombardi Marco (Honda)             | Lombardi Marco (Honda)                 | Federigi Franco (Honda)               |
| 600 Stk             | Lignite David                      | Pagli Adriano (Yamaha)                 | Rosati Tiziano (Honda)                |
| 600 Open            | Nari Stefano                       | Nari Stefano (Triumph)                 |                                       |
| 600 S.Open          |                                    | Mosti Federico (Triumph)               | Bottalico Maurizio (Yamaha)           |
| Naked               | Manici Stefano (Triumph)           | Manici Stefano (Triumph)               | Manici Stefano (Triumph)              |
| Supermoto           | Gubbini Giacomo (Ktm)              | Papalini Lorenzo (Honda)               | Matarazzo Carmine (Yamaha)            |
| Supermoto Open      | Dal Molin Manuel (Tm)              | Dal Molin Manuel (Tm)                  | Ponzellini Alex (Yamaha)              |
| 1000 Open           | Corradi Alessio (Bmw)              | Rovelli Nicholas (Ducati)              |                                       |
| 1000 S.Open         |                                    | Partigliani Luca (Bmw)                 | Niccoli Vallesi Tommaso(Yamaha)       |
| Quad                |                                    | Lardori Matteo (Polaris)               | Ricca Fabio (Yamaha)                  |
| Side                | Bottino L.- Capello I. (Suzuki)    | Bardi- Ridolfi (Lcr)                   | Giacoletto- Scozzafava (Donaska)      |
| Gr5 80-125- Mini    | Baldessarri Alessandro (Aspes 125) | Tarabella Osvaldo (Tarabella)          | Tarabella Osvaldo (Tarabella)         |
| Gr5 175             | Finelli Gianni (Morini)            |                                        | Dolfi Mario (Morini)                  |
| Gr5 250             | Ramagini Cristiano (Benelli)       | Loncao Alexander (Benelli)             | Baldessarri Alessandro (Aspes)        |
| Gr5 250 4t- TT2T    | Lombardi Giovanni (Honda)          | Dolfi Mario (Morini)                   | Manfredi Giorgio (Suzuki)             |
| Gr5 500             |                                    | Ramagini Cristiano (Kawasaki)          | Ramagini Cristiano (Kawasaki)         |
| Vintage 86          | Leoncini Carlo (Ducati)            | Manfredi Giorgio (Suzuki)              |                                       |
| Vintage 94-TT Sport | Magnani Massimiliano (Laverda)     | Magnani Massimiliano (Suzuki)          | Magnani Massimiliano (Suzuki)         |
| Side                | Giacchino A.- Sabotti L.           |                                        |                                       |
| Gr4 125 -80-Mini    | Tarabella Osvaldo (Tarabella)      | Focacci Andrea (Minarelli)             | Tentellini Tommaso (MotoB)            |
| Gr4 250             | Torre Ferruccio (Morini)           | Della Latta Roberto (Benelli)          |                                       |
| Gr4 500- Vintage    | Gagliarducci Ivan (Suzuki)         | Spadazzi Gianluca (Honda)              | Pratesi Enzo                          |
| Gr4 1000- Open      | Bricchi Alberto (Suzuki)           | Pratesi Renzo (Moto Guzzi)             | Gombi Paride (Yamaha)                 |

## Campionato europeo, Gragnana - Varliano 2019
| CLASSE    | 1°                                 | 2°                        | 3°                   |
| 250       | Testoni Guido- ITA (Honda)         | Dipierreux Bernard- FRA   | Vigilucci Marco-ITA  |
| 600       | Lignite Davide-ITA (Kawasaki)      | Cleaz Savoines Romain-FRA | Gilardi Marc- FRA    |
| Supermoto | Ponzellini Alexander- ITA (Yamaha) | Bongarde Philippe- FRA    | Leone Stefano ITA    |
| 1000      | David Jean Luc-FRA (Kawasaki)      | Cleaz Savoines Romain-FRA | Gammer Wolfgang- AUT |